# Student-Youth Council
Student-Youth Council (gruzińska nazwa:სტუდენტურ – ახალგაზრდული სათათბირო; organizacja posługuje się zwykle w oficjalnej działalności nazwą angielską) (również często pod skrótem SYC i pod nazwą SYC Guria) jest gruzińską organizacją pozarządową z siedzibą w Ozurgeti (Guria).

## Wprowadzenie
Jesienią 2001 roku cztery organizacje studenckie z regionu Guria („Student Union of Anaseuli Institute for Utilization of Natural Resources”, „Student Union of Ozurgeti Business Institute”, „Student Union of Industrial-Pedagogical College”, „Student Union of Medical College”) utworzyły nieformalną organizację noszącą nazwę „Council of Student Unions”. Została ona oficjalnie zarejestrowana w dniu 30 maja 2002 w sądzie rejonowym w Ozurgeti.
W maju 2004 r. Walne Zgromadzenie członków przyjęło uchwałę o reorganizacji. Wraz ze zmianami strukturalnymi, postanowiono również o zmianie nazwy organizacji, która od tego czasu funkcjonuje jako „Student-Youth Council”.
Obecnie organizacja ma swą siedzibę w centrum Ozurgeti. SYC współpracuje z licznymi organizacjami pozarządowymi i młodzieżowymi z rejonu Gruzji, jednostkami samorządu terytorialnego oraz sektora biznesu. Aktywnie prowadzona jest również współpraca międzynarodowa, głównie z organizacjami typu NGO z całej Europy. Wśród polskich partnerów SYC wymienić można m.in. Fundację Schumanna, Europejski Dom Spotkań Fundację Nowy Staw z Lublina, czy stowarzyszenie Bona Fides. Poza działalnością stałych pracowników, organizacja opiera się również na współpracy z lokalnymi i zagranicznymi wolontariuszami.

## Misja i struktura
Student-Youth Council to organizacja pozarządowa, której głównymi celami są ochrona praw dzieci i młodzieży, upowszechnianie wśród nich wiedzy o otaczającym świecie, a także zachęcanie do realizowania ich intelektualnego, artystycznego i sportowego potencjału. Obecnie organizacja działalność organizacji skupia się głównie na integracji lokalnej młodzieży i stwarzaniu jej możliwości aktywnego udziału w życiu publicznym w ramach procesu budowy społeczeństwa obywatelskiego w Gruzji, ułatwianiu tworzenia i rozwoju organizacji młodzieżowych i studenckich, promowaniu i rozwijaniu idei wolontariatu, ochronie tradycji kulturowych i dziedzictwa regionalnego, propagowaniu zdrowego trybu życia oraz identyfikacji aktualnych społecznych i ekologicznych problemów lokalnych środowisk.
Głównym organem SYC jest odbywające się corocznie Walne Zgromadzenie członków. Raz w miesiącu odbywają się spotkania zarządu organizacji.

## Członkostwo w organizacjach i stowarzyszeniach
Organizacja należy obecnie m.in. do:
- Gruzińskiej Rady Krajowej Partnerstwa Wschodniego Forum Społeczeństwa Obywatelskiego (Georgian National Platform Eastern Partnership Civil Society Forum)[6]
- IDA – International Development Alliance[7]
- Forum Organizacji Młodzieżowych Gruzji (Youth Organisation Forum of Georgia) – jako współzałożyciel
- Krajowej Rady Gruzińskich Organizacji Młodzieżowych (National Council of Youth Organisations Georgia)[8]
- EURONET (Youth European Network)
- Międzynarodowej organizacji młodzieżowej Youth Human Right Movement[9]
- Europejskiej Sieci Przeciw Nacjonalizmowi, Rasizmowi, Faszyzmowi oraz Wsparcia Migrantów i Uchodźców – UNITED (ang.)[10]
- grupy roboczej w ramach Europejskiej Akcji Młodzieży na rzecz Różnorodności, Uczestnictwa i Praw Człowieka (European Youth Campaign for Diversity, Human Rights and Participation) – „All different, All Equal” („Każdy inny, wszyscy równi”)

Student-Youth Council jest również m.in. sygnatariuszem kodeksu etycznego dla gruzińskich organizacji społeczeństwa obywatelskiego, założyciel „Klubu Europejskiego” dla młodzieży w Ozurgeti, oraz współzałożycielem Guryjskiego Klubu Intelektualnego (Guria Intellect Club) „What? Where? When?”

## Działalność
Student-Youth Council od początku swego istnienia bierze udział w projektach i działaniach związanych ze współpracą europejską i wprowadzaniem idei otwartego społeczeństwa obywatelskiego (m.in. dotyczących zwalczania korupcji, ksenofobii i dyskryminacji; nadzorowanie wyborów; szkolenie młodych liderów lokalnych społeczności; współorganizowanie seminariów międzynarodowych).
W ramach współpracy z instytucjami europejskimi, Student – Youth Council bierze m.in. udział w unijnym programie „Młodzież w działaniu”, a w jego ramach w projektach „wolontariatu europejskiego”. Do maja 2012 SYC, we współpracy z organizacjami z różnych krajów europejskich, wysłał i gościł ponad 60 wolontariuszy w ramach EVS. W marcu 2011 r. Student – Youth Council otrzymało akredytację i certyfikat, potwierdzający jej uprawnienia. Zagraniczni wolontariusze w Ozurgeti & przedstawiciele SYC w krajach goszczących są zaangażowani w liczne działania dotyczące wspierania społeczności lokalne i szerzenia świadomości europejskiej.
Student-Youth Council i jego wolontariusze współpracują również z wieloma lokalnymi organizacjami i fundacjami. Wśród nich są m.in. – zajmujące się opieką nad dziećmi z ubogich rodzin centrum „Iavnana” w pobliskim Lanchkhuti, czy działająca w Dvabzu organizacja kobieca – „Women for Developement Region”. SYC utrzymuje również stałe kontakty z samorządem lokalnym regionu Guria, regionalną telewizją, instytucjami miejskimi (szkoły, Muzeum Historii Ozurgeti (ang.)), a także przedstawicielami społeczności międzynarodowej w Gruzji.
Od marca 2011 roku, pod patronatem SYC, w Ozurgeti istnieje rozwija się lokalny Klub Europejski. Jego głównymi celami są promowanie aktywnej działalności społecznej wśród lokalnej młodzieży, współpracy międzynarodowej.
SYC jest wydawcą lokalnego czasopisma pod nazwą – „Notabene”. „Notabene” jest nieodpłatnie rozpowszechniane w liczbie ok. 1500 egzemplarzy wśród uczniów ze szkół w Ozurgeti.